# كريستال بدران
كريستال بدران (مواليد 5 ديسمبر 2000)، وهي لاعبة كرة قدم لبنانية تلعب كمدافعة لبيريتوس والمنتخب اللبناني.